# جاك فان بيرغ
جاك فـان بيرغ (بالإنجليزية: Jack Van Berg)‏ هو مدرب خيول أمريكي، ولد في 7 يونيو 1936 في كولمبوس في الولايات المتحدة، وتوفي في 27 ديسمبر 2017.